# Nino Katamadze
Nino Katamadze (georgiska: ნინო ქათამაძე) född 21 augusti 1972 i Kobuleti, är en georgisk jazzsångerska och artist.

## Karriär
Nino Katamadze föddes i Adzjarien i södra Georgien. 1990 började hon studera musik på Batumis musikinstitut Zakaria Paliasjvili. År 2002 gav Katamadze sin första internationella turné då hon turnerade runt i Europa. 2006 släpptes hennes album "White", som snabbt blev framgångsrik och släpptes i Georgien, Ryssland, Finland, Sverige, Ukraina, Frankrike, Tyskland, Storbritannien och Italien. Skivan sålde över 700 000 exemplar. Under år 2009 gav sig Katamadze ut på turné igen, till flera EU-länder, Ryssland och Azerbajdzjan. I januari 2010 spelade Katamadze en roll i operan "Bobble" i Ryssland.

## Diskografi

### Album
- Ordinary Day
- Nino Katamadze & Insight
- ...start new peaceful day (Live DVD)
- White (2006)
- Black (2006)
- Blue (2008)
- Red (2010)

### Soundtracks
- Mermaid (film, 2008)
- Apple
- Orange Sky
- Road to the Savior
- Indi (2007)
- Domovoi (film, 2008)